# Esko Toivonen
Esko Olavi Toivonen, född 28 juni 1920 i Helsingfors, död 9 november 1987 i Helsingfors, var en finländsk skådespelare, sångtextförfattare, komiker och gitarrist. Han är troligen mest känd under artistnamnet Eemeli.

## Biografi
Efter yrkesskolan blev Toivonen springpojke för Yleradion och verkade som sådan under två och ett halvt års tid. Det var som springpojke han började spela gitarr och tog lektioner av Viljo Immonen. Efter tiden vid Yleradion engagerades Toivonen i klock- och guldbranschen och startade egen verksamhet. Toivonen filmdebuterade 1959 i musikfilmen Suuri sävelparaati i vilken han uppträdde tillsammans med Reino Helismaa. Toivonen och Helismaa uppträdde tillsammans som sångare och musiker och kallade sig Repe & Eemeli. Åren 1958, 1959, 1960, 1962–1964, 1966, 1968, 1970–1972 och 1980–1983 gjorde Toivonen 75 skivinspelningar tillsammans med Helismaa, Esa Pakarinen, Matti Louhivuori och Anita Lindgren.
1984 erhöll Toivonen pensionering och under sin sista tid i livet spenderade han vintrarna i Florida och somrarna i Finland.